# Cecil Frank Powell
Cecil Frank Powell (Tonbridge, Inglaterra; 5 de diciembre de 1903-Valsassina, Italia; 9 de agosto de 1969) fue un físico británico, galardonado con el Premio Nobel de Física en 1950 por su desarrollo del método fotográfico de estudiar los procesos nucleares y por el resultante descubrimiento del pion (pi-mesón), una partícula subatómica pesada. Sus colaboradores en el estudio, publicado en 1947, fueron Giuseppe Occhialini, H. Muirhead y el joven físico brasileño César Lattes. El pion demostró ser la partícula hipotética propuesta en 1935 por Yukawa Hideki de Japón en su teoría de física nuclear.
Fue galardonado en 1949 con la medalla Hughes, concedida por la Royal Society «por su destacado trabajo en la fotografía de rastros de partículas, y en relación con el descubrimiento de los mesones y su transformación». También fue galardonado con la Medalla Royal en 1961 y con la Medalla de Oro Lomonosov en 1967.
Fue un firmante del Manifiesto Russell-Einstein en 1955. Fue educado en la Judd School, Tonbridge y el Sidney Sussex College, Cambridge.